# Personer i Sverige födda i Storbritannien
Till personer i Sverige födda i Storbritannien räknas personer som är folkbokförda i Sverige och som har sitt ursprung i Storbritannien (Förenade kungariket Storbritannien och Nordirland). Enligt Statistiska centralbyrån fanns det 2021 i Sverige sammanlagt cirka 32 000 personer födda i Storbritannien. 2019 bodde det i Sverige sammanlagt 56 855 personer som antingen själva var födda i Storbritannien eller hade minst en förälder som var det. Migrationen från de brittiska riksdelarna till Sverige har pågått alltsedan Sveriges stormaktstid. 

## Historik

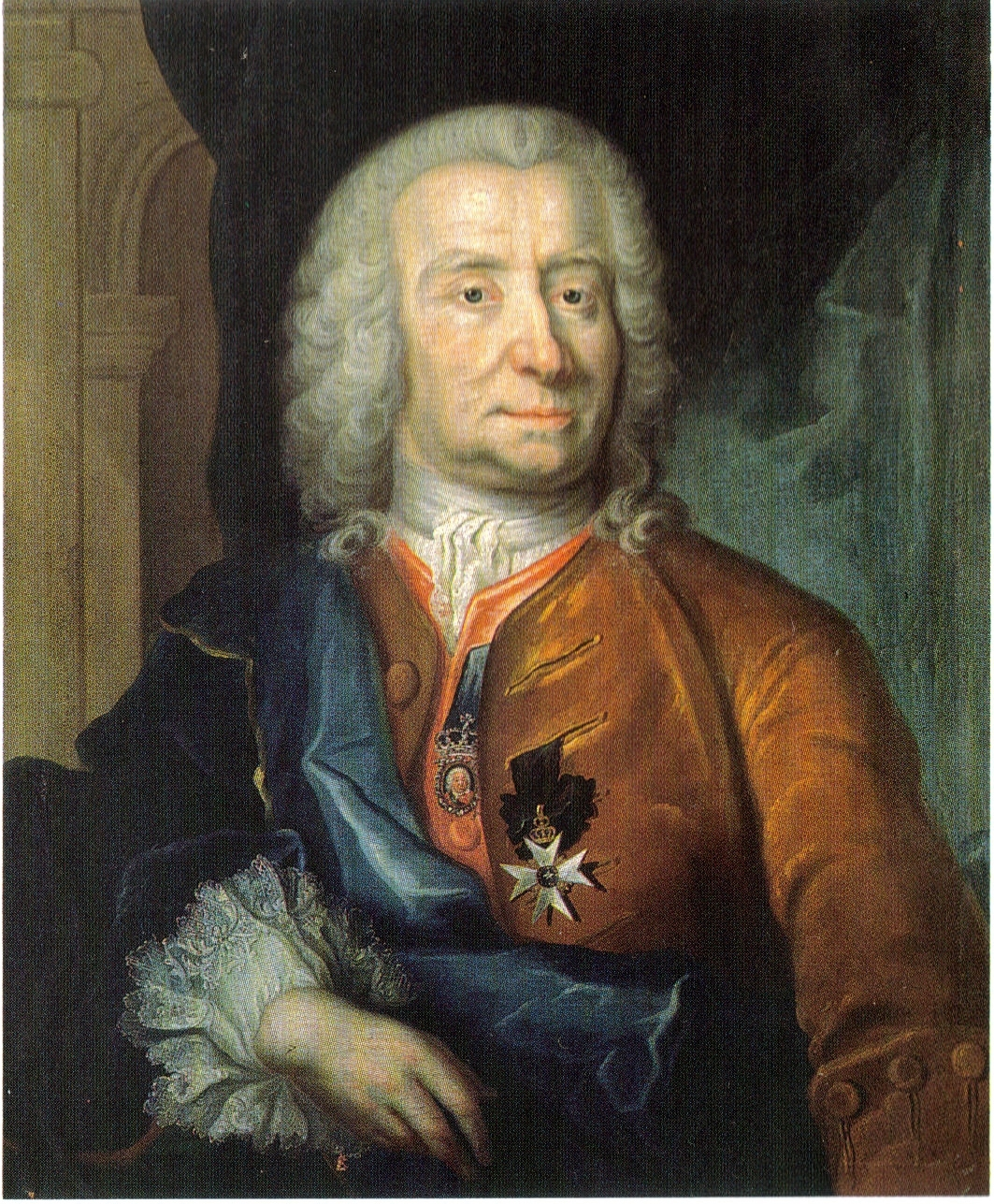
Colin Campbell, svensk-skotsk affärsman.

Mellan sent 1500-tal och under hela Sveriges stormaktstid tog flera skotska officerare värvning i Sveriges armé. Under 1800-talets industrialisering av Sverige kom framför allt skottar spela en betydelsefull roll när mekaniska verkstäder startades upp.
Brittiska köpmän vistades framför allt på Sveriges västkust, och Svenska Ostindiska Companiet bildades 1731 med hjälp av brittiskt kapital. En av handelskompaniets grundare, Colin Campbell, var dessutom skotte. Bland andra som med dithörande börd utmärkt sig i Sverige märks William Chalmers, och släkten Dickson.
Den svenska kuststaden Göteborg blev tidigt en bosättningsort för britter som sökte göra sig kapital av affärer och entreprenörskap.
Från 1970-talet sökte sig många engelska fotbollsspelare till svenska klubblag, sedan Fotbollsallsvenskan 1974 öppnats för icke-svenska spelare. Även tränare som Roy Hodgson och Bob Houghton har nått framgångar.
I Sverige finns sedan en tid tillbaka flera skotska föreningar, som räknar både skottar och svenskar som medlemmar.
En betydande andel av de britter som uppehåller sig i Sverige tillhör yrkesgruppen engelsklärare.

## Historisk utveckling

### Födda i Storbritannien
| Personer i Sverige födda i Storbritannien 1900–2024 | Personer i Sverige födda i Storbritannien 1900–2024 | Personer i Sverige födda i Storbritannien 1900–2024 | Personer i Sverige födda i Storbritannien 1900–2024 | Personer i Sverige födda i Storbritannien 1900–2024 |
| --- | --------------------------------------------------- | --------------------------------------------------- | --------------------------------------------------- | --------------------------------------------------- |
| |                                                     |                                                     |                                                     |                                                     |
| År |                                                     |                                                     | Folkmängd                                           |                                                     |
| 1900 | 1900                                                |                                                     | 779                                                 |                                                     |
| 1930 | 1930                                                |                                                     | 1 270                                               |                                                     |
| 1950 | 1950                                                |                                                     | 2 071                                               |                                                     |
| 1960 | 1960                                                |                                                     | 2 738                                               |                                                     |
| 1970 | 1970                                                |                                                     | 5 378                                               |                                                     |
| 1980 | 1980                                                |                                                     | 8 243                                               |                                                     |
| 1990 | 1990                                                |                                                     | 11 378                                              |                                                     |
| 2000 | 2000                                                |                                                     | 14 602                                              |                                                     |
| 2001 | 2001                                                |                                                     | 15 458                                              |                                                     |
| 2002 | 2002                                                |                                                     | 16 055                                              |                                                     |
| 2003 | 2003                                                |                                                     | 16 428                                              |                                                     |
| 2004 | 2004                                                |                                                     | 16 798                                              |                                                     |
| 2005 | 2005                                                |                                                     | 17 175                                              |                                                     |
| 2006 | 2006                                                |                                                     | 17 788                                              |                                                     |
| 2007 | 2007                                                |                                                     | 18 486                                              |                                                     |
| 2008 | 2008                                                |                                                     | 19 460                                              |                                                     |
| 2009 | 2009                                                |                                                     | 20 368                                              |                                                     |
| 2010 | 2010                                                |                                                     | 20 839                                              |                                                     |
| 2011 | 2011                                                |                                                     | 21 883                                              |                                                     |
| 2012 | 2012                                                |                                                     | 22 670                                              |                                                     |
| 2013 | 2013                                                |                                                     | 23 341                                              |                                                     |
| 2014 | 2014                                                |                                                     | 24 399                                              |                                                     |
| 2015 | 2015                                                |                                                     | 25 266                                              |                                                     |
| 2016 | 2016                                                |                                                     | 26 442                                              |                                                     |
| 2017 | 2017                                                |                                                     | 27 685                                              |                                                     |
| 2018 | 2018                                                |                                                     | 28 976                                              |                                                     |
| 2019 | 2019                                                |                                                     | 29 979                                              |                                                     |
| 2020 | 2020                                                |                                                     | 31 035                                              |                                                     |
| 2021 | 2021                                                |                                                     | 31 993                                              |                                                     |
| 2022 | 2022                                                |                                                     | 32 575                                              |                                                     |
| 2023 | 2023                                                |                                                     | 32 916                                              |                                                     |
| 2024 | 2024                                                |                                                     | 33 143                                              |                                                     |
| Anm.: Befolkning den 31 december respektive år förutom åren 1960 och 1970 som avser förhållandet den 1 november och år 1980 som avser förhållandet den 15 september. |                                                     |                                                     |                                                     |                                                     |